# Groninger koek

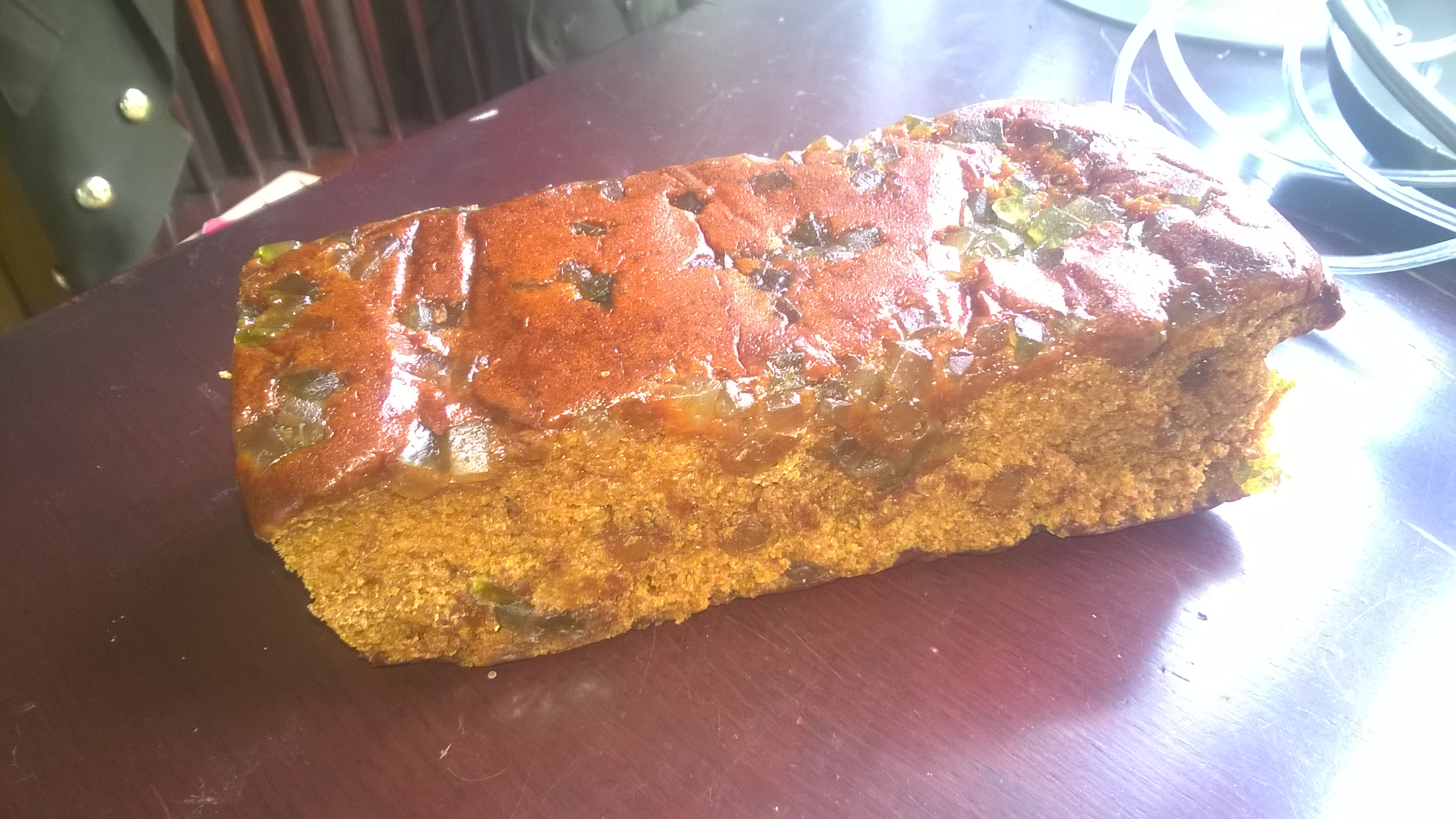
Groninger sukadekoek

Groninger koek is gekruide snijkoek, gevuld met bijvoorbeeld sukade, uit de provincie Groningen. 
Groninger koek lijkt enigszins op ontbijtkoek, maar wordt in het gebied van oorsprong hoofdzakelijk bij de koffie gegeten. De hoofdbestanddelen zijn rogge en stroop. 
Er zijn verschillende soorten Groninger koek:
- Oalwief, ook wel oudewijvenkoek, snijkoek met anijs
- Gemberkoek
- Sukadekoek
- Notenkoek